# Scott Adkins
Scott Adkins (tên khai sinh: Scott Edward Adkins, sinh ngày 17 tháng 6 năm 1976) là một diễn viên điện ảnh và võ sĩ người Anh. Adkins được biết đến nhiều nhất qua vai diễn Yuri Boyka trong phim Undisputed II: Last Man Standing / Undisputed III: Redemption, Bradley Hume trong phim Holby City, Ed Russell trong phim Mile High, Casey Bowman trong phim Ninja / Ninja: Shadow of a Tear và Hector trong phim The Expendables 2.

## Tiểu sử
Scott Adkins sinh ngày 17 tháng 6 năm 1976 ở Sutton Coldfield, Birmingham, Anh Quốc. Anh là con trai út trong gia đình chỉ có hai anh em. Bố anh là John Adkins và mẹ anh là Janet Adkins, gia đình anh làm nghề bán thịt. Khi lớn lên, Scott tham gia nhiều môn thể thao khác nhau vì anh thích thể thao, đặc biệt là anh cũng rất đam mê võ thuật. Năm 10 tuổi, Scott được bố dẫn đến câu lạc bộ Judo địa phương để học võ. Scott vô cùng thích thú, anh chăm chỉ tập võ hằng ngày và thường dùng nhà để xe của bố mình làm nơi tập luyện. Ngoài Judo thì Scott cũng có học những môn võ khác như Karate, Taekwondo, Quyền Anh, Muay Thái và Nhu thuật Brasil.
Scott Adkins từng xem siêu sao võ thuật huyền thoại Lý Tiểu Long là thần tượng của mình, anh mơ ước được đóng phim võ thuật như Lý Tiểu Long trong tương lai. Cơ hội thật sự đã đến với Scott khi anh đặt chân đến nước Mỹ làm diễn viên, anh luôn được mời tham gia phim hành động võ thuật. Bộ phim Undisputed III: Redemption từng đem về cho Scott danh hiệu "Ngôi sao hành động đột phá" (Breakout Action Star) tại Liên hoan phim hành động Quốc tế (Action on Film International Film Festival).

## Hoạt động nghệ thuật

### Phim điện ảnh
| Năm  | Tựa phim                            | Vai diễn        | Ghi chú                                                                                       |
| ---- | ----------------------------------- | --------------- | --------------------------------------------------------------------------------------------- |
| 2001 | The Accidental Spy                  | Tên vệ sĩ       | Làm việc lần đầu với Thành Long                                                               |
| 2001 | Pure Vengeance                      | Danny           | Phim ngắn                                                                                     |
| 2001 | Extreme Challenge                   | Isaac Borman    |                                                                                               |
| 2002 | Black Mask 2: City of Masks         | Tiến sĩ Lang    |                                                                                               |
| 2003 | Special Forces                      | Talbot          | Làm việc lần đầu với Isaac Florentine                                                         |
| 2003 | The Medallion                       | Tên vệ sĩ       | Làm việc lần thứ hai với Thành Long                                                           |
| 2005 | Unleashed                           | Đấu sĩ ở hồ bơi | Làm việc lần đầu với Lý Liên Kiệt                                                             |
| 2005 | Pit Fighter                         | Nathan          |                                                                                               |
| 2006 | The Pink Panther                    | Jacquard        | Xuất hiện trong một cảnh nhỏ với Jason Statham                                                |
| 2006 | Undisputed II: Last Man Standing    | Yuri Boyka      | Làm việc lần thứ hai với Isaac Florentine                                                     |
| 2007 | The Bourne Ultimatum                | Đặc vụ Kiley    |                                                                                               |
| 2008 | The Shepherd: Border Patrol         | Karp            | Làm việc lần đầu với Jean-Claude Van Damme, làm việc lần thứ ba với Isaac Florentine          |
| 2008 | Stag Night                          | Carl            |                                                                                               |
| 2009 | The Tournament                      | Yuri Petrov     |                                                                                               |
| 2009 | Ninja                               | Casey Bowman    | Làm việc lần thứ tư với Isaac Florentine                                                      |
| 2010 | Undisputed III: Redemption          | Yuri Boyka      | Làm việc lần thứ năm với Isaac Florentine                                                     |
| 2011 | Assassination Games                 | Roland Flint    | Làm việc lần thứ hai với Jean-Claude Van Damme                                                |
| 2011 | Re-Kill                             | Parker          |                                                                                               |
| 2012 | Universal Soldier: Day of Reckoning | John            | Làm việc lần thứ ba với Jean-Claude Van Damme và lần đầu với Dolph Lundgren                   |
| 2012 | El Gringo                           | The Man         |                                                                                               |
| 2012 | Biệt đội đánh thuê 2                | Hector          | Làm việc lần thứ tư với Jean-Claude Van Damme, lần thứ hai với Lý Liên Kiệt và Dolph Lundgren |
| 2012 | Zero Dark Thirty                    | John            |                                                                                               |
| 2013 | Legendary: Tomb of the Dragon       | Travis Preston  | Làm việc lần thứ ba với Dolph Lundgren                                                        |
| 2013 | Green Street Hooligans: Underground | Danny           |                                                                                               |
| 2013 | Ninja: Shadow of a Tear             | Casey Bowman    | Làm việc lần thứ sáu với Isaac Florentine                                                     |
| 2014 | Hercules: The Thracian Wars         | Vua Amphitryon  |                                                                                               |
| 2015 | Wolf Warrior                        | Tom Cat         | Làm việc với Ngô Kinh 2018 Accident man                                                       |
| 2019 | Avengement                          | Cain Burgess    |                                                                                               |
| 2022 | John Wick: Chapter 4                |                 |                                                                                               |

### Phim truyền hình
| Năm  | Tựa phim                 | Vai diễn     | Ghi chú |
| ---- | ------------------------ | ------------ | ------- |
| 1998 | Dangerfield              |              | 1 tập   |
| 1999 | City Central             | Jake Clanton | 1 tập   |
| 2000 | Doctors                  | Ross         | 3 tập   |
| 2001 | The Big Breakfast        | Chính anh    | 1 tập   |
| 2002 | Mutant X                 | Marko        | 1 tập   |
| 2003 | EastEnders               | Joel         | 6 tập   |
| 2005 | Mile High                | Ed Russel    | 12 tập  |
| 2005 | Hollyoaks: Let Loose     | Ryan         | 2 tập   |
| 2006 | Holby City               | Bradley Hume | 9 tập   |
| 2011 | Métal Hurlant Chronicles | Guillame     | 1 tập   |